# Eugénie af Frankrig
Eugénie af Frankrig var en fransk kejserinde. Født Eugenia de Montijo e Guzmán) 5. maj 1826 i Granada, død 11. juli 1920 i Madrid, 1853 gift med Napoleon III. Berømt for sin skønhed, elegance og sit livlige intellekt.
Hun var datter af grande C. de Gusman y Portocarrero, greve af Montijo, og Maria Manuela Kirkpatrick af skotsk afstamning. Hun voksede op i Spanien og Frankrig og deltog med sin mor i selskabslivet i Paris, Madrid og London. Hun giftede sig med Napoleon III den 30. januar 1853. Kejseren var hende imidlertid utro, og hun søgte herefter trøst i politik.
Efter kejserdømmets fald 1870 slog familien sig ned i Chislehurst ved London, hvor Napoleon III døde 1873. 
Parret fik en søn, Louis Napoleon Bonaparte, Napoleon IV, den 16. marts 1856. Han kæmpede på britisk side i Zulukrigen. Under en rekognoceringsopgave blev han overrasket af zulukrigere og dræbtes den 1. juni 1879 i det nuværende Swaziland.
Efter at have mistet både mand og søn bevarede Eugénie en levende interesse for omverdenen, og under 1. verdenskrig indrettede hun et sygehjem på sin engelske ejendom Farnborough.